# Cino Del Duca
Cino Del Duca, all'anagrafe Pacifico Del Duca (Montedinove, 25 luglio 1899 – Milano, 23 maggio 1967), è stato un imprenditore, editore, produttore cinematografico e filantropo italiano.
Ha vissuto e operato soprattutto in Francia, dove è noto per aver fondato diversi periodici e per l'attività filantropica e di sostegno alla cultura svolta in quel paese. È sepolto nel cimitero di Père-Lachaise.

## Biografia
Il padre, un piccolo imprenditore, ex garibaldino, subì una serie di rovesci finanziari quando Cino aveva tredici anni. Fu iscritto alle scuole superiori, ma dovette lavorare e studiare insieme. Dopo il terzo anno Cino Del Duca lasciò la scuola per essere maggiormente di sostegno alla famiglia. Trovò lavoro come piazzista di romanzi popolari a dispense.
Nel 1917 venne chiamato alle armi e partecipò alla prima guerra mondiale come uno dei "ragazzi del '99". Fu insignito di una Croce al merito di guerra. Rientrato in Italia, affiancò l'attività lavorativa all'impegno politico. Iscritto al Partito socialista, svolse propaganda nella sua regione, le Marche. Segnalato alla polizia, fu schedato come sovversivo e trasferito forzosamente ad Agropoli (Salerno) nel 1921.
Liberato, nel 1924 si trasferì con i genitori e i fratelli Alceo e Domenico a Milano, dove riprese a fare il piazzista di libri.
Nel 1929 aprì una piccolissima casa editrice, la «Moderna», che poi diverrà la Editrice Universo, specializzata in romanzi popolari a dispense. Conobbe la scrittrice Luciana Peverelli, con la quale avviò un lungo sodalizio. Alla Peverelli si deve il primo successo editoriale della Moderna: il romanzo, pubblicato a fascicoli periodici, Cuore garibaldino (1930). Grazie al successo di vendite del romanzo, Del Duca acquistò la prima tipografia (1931). Nel 1933 la Moderna entrò nel settore dei periodici con due riviste per ragazzi: Il Monello (diretto dalla Peverelli) e Intrepido (nato nel 1935). Le storie pubblicate sui due giornali erano ispirate a temi romantici e patriottici, caratteristici del romanzo d'appendice.
Desideroso di allargare le proprie attività anche all'estero, nel 1930 Del Duca aveva presentato richiesta di passaporto per la Francia. Ottenuta la doppia cittadinanza nel 1932, avviò un'attività editoriale parallela nel Paese transalpino, dove ripropose le formule di successo già sperimentate in patria: romanzi d'amore e d'avventura a dispense, giornalini per ragazzi (Hurrah!, Aventurex). Con la sua casa editrice parigina, «Les éditions mondiales», divenne nel giro di un decennio uno dei maggiori editori nel settore dei romanzi rosa e della stampa d'evasione. In Francia Del Duca introdusse, importandole dagli Stati Uniti, le cosiddette "vicende vissute", storie di vita vera, a sfondo sentimentale, raccontate dai diretti protagonisti. Del Duca continuò a fare la spola tra Italia e Francia fino al 1938 quando, anche a causa delle pastoie burocratiche e delle costrizioni imposte dal regime fascista, la casa milanese fallì.
Durante la seconda guerra mondiale Del Duca entrò a far parte della Resistenza francese (la rete Alliance) come corriere col nome di battaglia di «Robert»; fu anche animatore di una nuova Legione garibaldina e dell'Associazione combattenti volontari italiani dell'esercito francese. Per i suoi meriti di guerra fu insignito della Croce di guerra con stella di bronzo. Dal 1941 al 1943 compì numerosi viaggi a Roma, Milano, Firenze, quindi, dopo l'8 settembre, si unì alla Resistenza italiana.

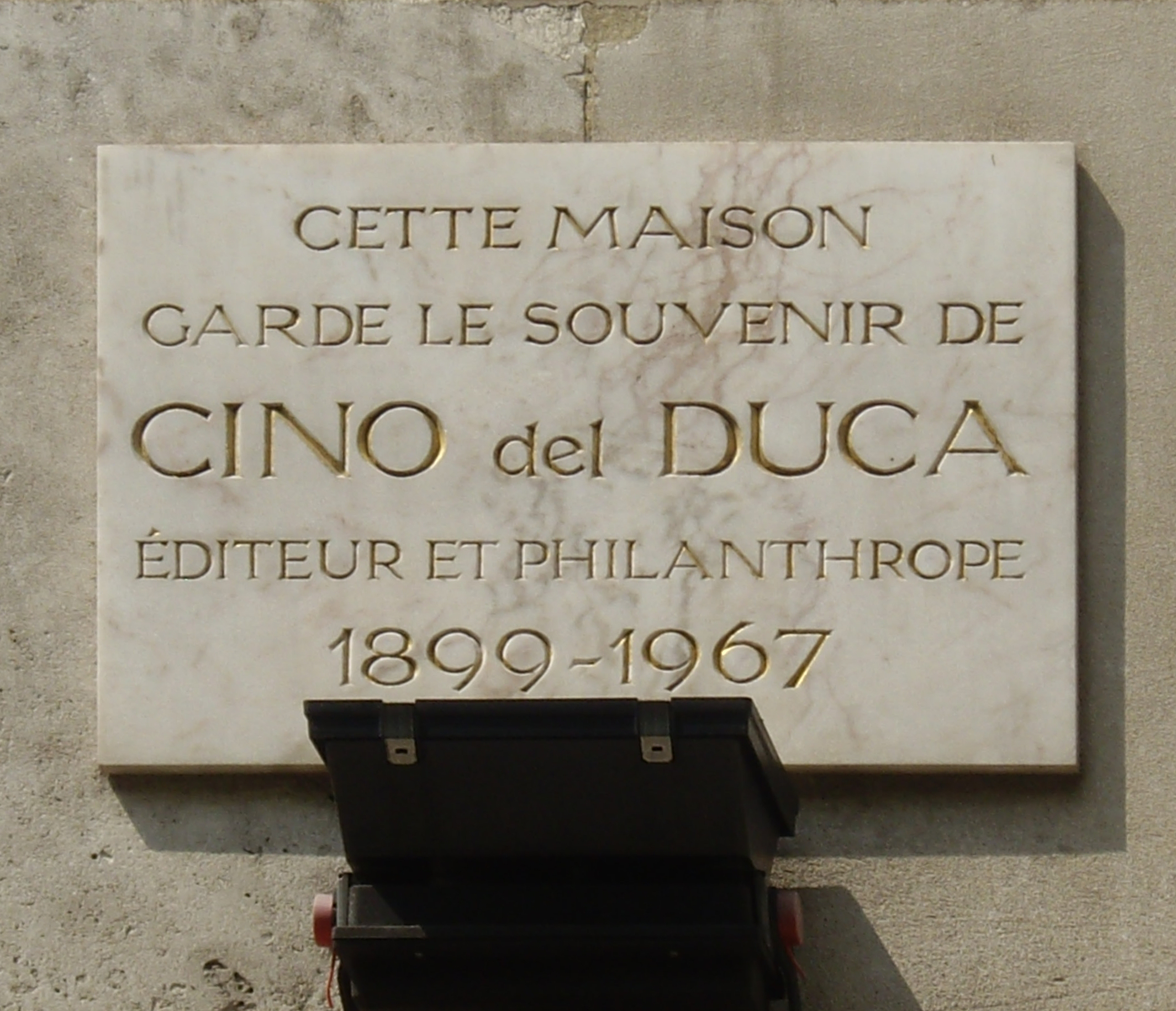
Targa a ricordo del Del Duca filantropo al Boulevard des Italiens, a Parigi

Nel dopoguerra Del Duca riprese a pieno ritmo l'attività editoriale, sia in Francia (Mireille, Intrépide, Hurrah!) che in Italia (Intrepido, Albi dell'Intrepido, Il Monello). I giornalini per ragazzi raggiunsero subito ottimi livelli di vendita.
Nel 1947 si sposò con una francese di famiglia agiata, Simone Nirouet, che l'anno seguente divenne sua socia in affari.
Nello stesso anno sul mercato italiano apparvero i primi giornali con fotoromanzi. Del Duca intuì subito le grandi potenzialità del nuovo genere. Subito creò un settimanale per la Francia, Nous Deux, e uno per l'Italia, Grand Hotel. Entrambe le riviste, dedicate ad un pubblico prevalentemente femminile, incontrarono un enorme successo. Del Duca affiancò a queste due testate una serie di riviste analoghe e complementari: il giornale di "confessioni" e "storie vere", quello di pettegolezzi su personaggi famosi e gente del cinema, quello di maglia e ricette; nacquero così in Italia Intimità, Confessioni (diretto da Luciana Peverelli, oggi Stop), e in Francia Intimité, Vie en fleur, Ciné-révélation. Nei primi anni Cinquanta Nous deux e Grand Hôtel tiravano circa 1 200 000 copie l'uno.
La Éditions Mondiales Del Duca aprì una succursale a New York, con il nome World Editions, che fondò la rivista Fascination, chiusa dopo gravi perdite, e nel 1951 una famosa rivista di fantascienza in formato digest, Galaxy Science Fiction, che tuttavia fu indotta a cedere l'anno dopo.
Nel 1956 creò il quotidiano Il Giorno, con Gaetano Baldacci (già inviato speciale per il Corriere della Sera) e il presidente dell'Eni, Enrico Mattei. Alla fine del 1957 (nel mese di novembre) pubblicò il primo numero del periodico mensile illustrato Historia, diretto nei suoi primi anni da Alessandro Cutolo. A Parigi fondò nel 1959 il quotidiano Paris-Jour, di cui è stato anche direttore.
Fu presidente onorario della società sportiva Ascoli negli anni cinquanta e anni sessanta, riportando la squadra in serie C e finanziando la costruzione dello stadio comunale che porta tuttora il suo nome e quello del fratello Lillo, prematuramente scomparso.
Morì a Milano il 23 maggio 1967. Nonostante avesse fatto realizzare già nel 1954 l'edicola familiare al Cimitero Monumentale con sculture di Francesco Messina, fece poi realizzare dallo stesso Messina una tomba propria a Parigi nel Cimitero di Père-Lachaise, ove riposa oggi.

## Intitolazioni
Per la sua attività filantropica, svolta anche con la moglie francese Simone, e a testimonianza del rilievo della sua figura, gli sono state intitolate - in Italia - lo stadio Cino e Lillo Del Duca di Ascoli Piceno, una via nello stesso capoluogo marchigiano, una a Milano, nei pressi di Piazza San Babila; e - in Francia - una via a Parigi, Biarritz (via dov'è ubicato lo stadio del rugby che ospita le partite casalinghe della blasonata società rugbistica basca), Neuilly-sur-Seine e Maisons-Alfort.

Nella città di Bresso la Scuola per l'Infanzia di via Campestre, voluta dall'imprenditore, è a lui intitolata. Su richiesta dello stesso imprenditore all'allora amministrazione comunale, la via della ex sede delle rotative della Industrie Grafiche Cino del Duca S.p.A. è stata intitolata al fratello Lillo del Duca

## Filmografia

### Produzioni
- Aria di Parigi (1954)
- Grisbì (Touchez pas au grisbi), regia di Jacques Becker (1954)
- Vacanze d'amore (1955)
- Margherita della notte (1955)
- La castellana del Libano (1956)
- Gervaise (1956, non accreditato)
- Il segreto di Suor Angela (1956)
- Godot (1957)
- A piedi... a cavallo... in automobile (1957)
- La strada della violenza (1958)
- Una vita (1958)
- Il vedovo (1959)
- L'avventura (1960)
- Il bell'Antonio (1960)
- Accattone (1961)
- Le baccanti (1961)
- Le sette spade del vendicatore (1962)

### Distribuzioni
- L'eretico (El hereje), regia di Francisco de Borja Moro (1958)
- Il vizio e la notte (1958)
- L'avventura, regia di Michelangelo Antonioni (1960)
- La contessa azzurra, regia di Claudio Gora (1960)
- Il bell'Antonio, regia di Mauro Bolognini (1960)